# Titrierbare Gesamtsäure
Wenn in Wein- oder Fruchtsaftanalysen von Säure die Rede ist, spricht man von der titrierbaren Gesamtsäure. Der durch Titration ermittelte Wert entspricht jedoch nicht der als Summe der einzelnen Säuren berechneten Gesamtsäure. Ebenso wenig korreliert die titrierbare Gesamtsäure mit dem pH-Wert. Der durch Kalium, Magnesium oder Calcium gepufferte Teil der Säuren wird weder durch Titration noch sensorisch erfasst. Im Prinzip wird bei einer Titration die Basekapazität bis zu einem definierten pH-Wert (meist der Umschlagspunkt eines bestimmten Indikators) ermittelt, also welche Menge einer Lauge notwendig ist, um alle vorhandenen Säuren in diesem gepufferten System zu „neutralisieren“. Die so ermittelte Basekapazität wird dann mithilfe einer Tabelle oder Formel auf eine im Getränk auftretende Carbonsäure umgerechnet und, je nach untersuchter Flüssigkeit, „als Weinsäure“ oder „als Citronensäure“ oder „als Apfelsäure“ angegeben. Auch wenn eine andere Säure in größerer Menge in diesem Getränk vorkommt, siehe dazu Säure (Wein).
Bei der Bestimmung der Gesamtsäure durch Chromatographie wird dagegen die Konzentration aller Säuren unabhängig vom Ausmaß der Pufferung gemessen. Sowohl die mit dem Chromatographen ermittelte Gesamtsäure als auch der pH-Wert sind damit ein deutlich schlechteres Maß für die Säurewahrnehmung als die titrierbare Gesamtsäure. Weinsäure und Citronensäure senken den pH-Wert beispielsweise deutlich stärker als Äpfelsäure, Milchsäure oder auch Bernsteinsäure.